# ペイ・ザ・デヴィル
『ペイ・ザ・デヴィル』（Pay the Devil）は、北アイルランドのミュージシャン、ヴァン・モリソンが2006年に発表した32作目のスタジオ・アルバム。オリジナル3曲を除けば、全曲ともカントリー・ミュージックの楽曲のカヴァーで、音楽的にもアルバム全編にわたりカントリーに特化した内容である。

## 背景
モリソン自身は以前よりカントリーからの影響を反映しており、リリース当時に行われた『ビルボード』のインタビューにおいて「発表しなかったというだけで、私は1970年代よりも前からカントリーの曲をやってきた。でも、今回はカントリーの作品を出すのにちょうどいいタイミングだと思って、とても楽しんでいるよ。もっとも、（1971年の）『テュペロ・ハニー』にも、ストレートなカントリーの曲は何曲かあった」と語っている。本作に収録されたカヴァー曲は、ロドニー・クロウェル作の「ティル・アイ・ゲイン・コントロール・アゲイン」を除けば、いずれも1950年代から1960年代に発表された曲である。なお、「ハーフ・アズ・マッチ」、「ユア・チーティン・ハート」、「ホワット・アム・アイ・リヴィング・フォー」は、モリソンに大きな影響を与えたR&B歌手レイ・チャールズもカヴァーを残している。

## 反響
全英アルバムチャートでは8位に達し、自身10作目の全英トップ10アルバムとなった。ノルウェーでは2006年第11週のアルバム・チャートで初登場10位となり、同国において自身10度目のトップ10入りを果たした。
アメリカでは総合アルバム・チャートのBillboard 200で26位に達し、『ビルボード』のカントリー・アルバム・チャートでは7位を記録した。

## 評価
Thom Jurekはオールミュージックにおいて5点満点中4点を付け、レイ・チャールズも取り上げた3曲に関して「モリソンは自分自身のイメージで、これらの曲を再構築している」、オリジナル曲「ディス・ハズ・ゴット・トゥ・ストップ」に関して「モリソンがジョージ・ジョーンズやドン・ギブソンにも匹敵するソリッドで伝統的なホンキートンクの歌を作れることを証明している」と評している。ベティ・クラークは『ガーディアン』紙のレビューにおいて5点満点中4点を付け「スティール・ギターと底の見えぬ苦悩の中に横たわりながらも、モリソンは活気があり、さらにハッピーであるように響く」と評している。
一方、ライアン・ギレスピーはポップマターズにおいて10点満点中6点を付け「20世紀で最も偉大な歌手の一人であり、ブルー・アイド・ソウルというジャンルを生み出した上に詩的な神秘主義や祈りを融合し、『アストラル・ウィークス』という世界を創造したアーティストが、殆ど単一のジャンルのカヴァーというレコードをまとめるなんて、何という悲しい日だろうか」と評している。また、ギャヴィン・エドワーズは『ローリング・ストーン』誌のレビューで5点満点中3点を付け「このアルバムが楽しいとはいえ刺激的でないのは、モリソンのウィスキー・ボイスが、これらのバーボン漬けの歌とあまりにも合いすぎるためかもしれない。モリソンはこれらの曲を一切損なっていないが、新しい発見もしていない」と評している。

## 収録曲
7.はイギリス盤及び日本盤限定のボーナス・トラック。
1. ゼア・スタンズ・ザ・グラス - "There Stands the Glass" (Alize Gresham, Russ Hull, Mary Jane Shurtz) – 2:17
2. ハーフ・アズ・マッチ - "Half as Much" (Curly Williams) – 2:35
3. シングス・ハヴ・ゴーン・トゥ・ピーセズ - "Things Have Gone to Pieces" (Leon Payne) – 3:10
4. ビッグ・ブルー・ダイヤモンズ - "Big Blue Diamonds" (Earl J. Carson) – 2:56
5. プレイハウス - "Playhouse" (Van Morrison) – 4:13
6. ユア・チーティン・ハート - "Your Cheatin' Heart" (Hank Williams) – 2:32
7. ドント・ユー・メイク・ミー・ハイ - "Don't You Make Me High" (Daniel Barker, Ken Harris) – 2:46
8. マイ・バケッツ・ゴット・ア・ホール・イン・イット - "My Bucket's Got a Hole in It" (Clarence Williams) – 2:22
9. バック・ストリート・アフェア - "Back Street Affair" (Billy Wallace) – 2:48
10. ペイ・ザ・デヴィル - "Pay the Devil" (V. Morrison) – 3:02
11. ホワット・アム・アイ・リヴィング・フォー? - "What Am I Living For?" (Art Harris, Fred Jay) – 3:56
12. ディス・ハズ・ゴット・トゥ・ストップ - "This Has Got to Stop" (V. Morrison) – 4:43
13. ワンス・ア・デイ - "Once a Day" (Bill Anderson) – 2:51
14. モア・アンド・モア - "More and More" (Merle Kilgore, Webb Pierce) – 2:46
15. ティル・アイ・ゲイン・コントロール・アゲイン - "Till I Gain Control Again" (Rodney Crowell) – 5:59

## 参加ミュージシャン
- ヴァン・モリソン - ボーカル、アコースティック・ギター
- ジェレイント・ワトキンス - ピアノ
- ミック・グリーン - ギター
- ジョニー・スコット - ギター、バッキング・ボーカル
- ポール・ゴッデン - スティール・ギター、ワイゼンボーン・ギター、ドブロ・ギター
- イアン・ジェニングス - ダブル・ベース(on #1, #2, #5, #6, #7, #8, #10, #12, #13, #15)、アコースティック・ベース(on #3, #9)
- ポール・ライリー - エレクトリックベース(on #1, #2, #3, #4, #6, #8, #11, #12, #14)
- ニッキー・スコット - エレクトリックベース(on #5, #10, #15)
- ボビー・アーウィン - ドラムス
- ボブ・ラヴデイ - ヴァイオリン
- フィアチラ・トレンチ - バッキング・ボーカル(on #4, #12)、ストリングス・アレンジ(on #1, #2, #4, #6, #9, #11, #12, #13)
- ギャヴィン・ライト - ストリングス・セクション・リーダー(#1, #2, #4, #6, #9, #11, #12, #13)
- クロウフォード・ベル - バッキング・ボーカル(#4, #12, #13)
- カレン・ハミル - バッキング・ボーカル(#4, #13)
- オルウィン・ベル - バッキング・ボーカル(#4, #13)
- Leon Mc Cram - バッキング・ボーカル(#4, #13)
- Aine Whelan - バッキング・ボーカル(#4, #13)